# 清泉亮
清泉 亮（せいせん とおる、1974年（昭和49年） - 2021年（令和3年）1月16日）は、日本のノンフィクション作家（覆面作家）。
東京都文京区出身。幼少期から20代前半までアメリカ合衆国で過ごす。
徹底的なマスコミ嫌い、メディア嫌いで知られ、気に入らない編集者の電話番号は話した直後にすべて着信拒否にし、誰からも連絡が取れない隠棲を貫いた。また、受賞や顕彰をすさまじく嫌い、候補になることをも拒んでいた。。
1990年代半ばから週末移住をはじめ、過去20年以上にわたり東北地方から沖縄県まで日本各地を転住しながら暮らす。晩年には地方移住のアドバイザーとして活動していた。
Twitterアカウントによると、2021年1月15日に長野県内の国道で乗っていた自動車が、逆走してきた軽トラックと正面衝突し、重傷を負った。

## 著書
- 『吉原まんだら: 色街の女帝が駆け抜けた戦後』徳間書店、2015年
- 『十字架を背負った尾根: 日航機墜落現場の知られざる四季』草思社、2015年
- 『誰も教えてくれない田舎暮らしの教科書』東洋経済新報社、2018年